# Carcharocles chubutensis
Carcharocles chubutensis is een uitgestorven haai uit de orde van de makreelhaaien (Lamniformes) die van het Oligoceen tot in Plioceen leefde.

## Taxonomie
Carcharocles chubutensis werd in 1901 beschreven door Florentino Ameghino. Carcharocles chubutensis is een tussenvorm in de ontwikkelingslijn van Carcharocles angustidens naar Carcharocles megalodon. Het geslacht Carcharocles wordt ook wel beschouwd als ondergeslacht van Otodus.

## Fossiele vondsten
Fossielen van Carcharocles chubutensis zijn gevonden in Panama, Costa Rica, Colombia, Venezuela, Brazilië, Peru, de Verenigde Staten en Italië. De vondsten bestaan uit tanden en wervellichamen. In de Culebra-formatie in Panama is het de algemeenste haaiensoort.

## Kenmerken
De tanden van Carcharocles chubutensis zijn tot honderddertig millimeter lang. De lichaamslengte wordt geschat op twaalf meter.

## Leefwijze
Carcharocles chubutensis was een roofdier en stond aan de top van de voedselketen. Mogelijke prooidieren waren grote vissen, zeeschildpadden, walvisachtigen en zeekoeien.